# Alto Larán (distrito)
Alto Larán é um distrito do Peru, departamento de Ica, localizada na província de Chincha.

## Transporte
O distrito de Alto Larán é servido pela seguinte rodovia:
- PE-26, que liga o distrito de Chincha Alta (Região de Ica) à cidade de Izcuchaca (Região de Huancavelica)
- IC-101, que liga o distrito à cidade de San Pedro de Huacarpana
- PE-1S, que liga o distrito de Lima (Província de Lima à cidade de Tacna (Região de Tacna - Posto La Concordia (Fronteira Chile-Peru) - e a rodovia chilena Ruta CH-5 (Rodovia Pan-Americana) [1][2][3]